# Yelena Ruzina
Yelena Ivanovna Ruzina (em russo:  Елена Ивановна Рузина) (Voronej, 3 de abril de 1964) é uma ex-atleta e campeã olímpica russa, especializada nos 400 m rasos.
Por grande parte de sua carreira, ela participou de competições internacionais pela União Soviética. Com a desintegração do país em 1991, Ruzina integrou a Equipe Unificada da Comunidade dos Estados Independentes aos Jogos Olímpicos de Barcelona em 1992. Participou do revezamento 4X400 m que conquistou a medalha de ouro nestes Jogos, junto com  Olga Bryzgina, Lyudmila Dzhigalova e Olga Nazarova.
No ano seguinte, já competindo pela Rússia, conquistou a medalha de prata novamente correndo o revezamento no Campeonato Mundial de Atletismo de 1993, em Stuttgart, na Alemanha.